# Corisande de Gramont (1782-1865)
Pour l’article homonyme, voir Corisande de Gramont.
Corisande Armandine Sophie Léonie Hélène de Gramont (5 octobre 1782 - 23 janvier 1865), comtesse de Tankerville, est une aristocrate franco-britannique de la maison de Gramont .

## Biographie
Corisande de Gramont est la fille aînée d'Antoine-Louis-Marie, duc de Gramont et de Guiche, et d'Aglaé de Polignac, fille de Gabrielle de Polastron, favorite et confidente de Marie-Antoinette . Elle est la sœur d'Aglaé de Gramont, épouse d'Alexandre Lvovitch Davydov puis de Horace Sébastiani, et de Héraclius de Gramont, duc de Gramont.
Du fait de sa proximité avec la reine, la famille de Corisande bénéficie d'avantages à la cour. En 1789, à la suite du déclenchement de la Révolution française, Corisande et sa famille sont donc obligées de fuir et s'installent à Édimbourg.
Le 30 mars 1803, la mère de Corisande et ses trois frères et sœurs sont gravement blessés lors de l'incendie de leur maison. Sa mère succombe à ses blessures et meurt . Après la mort de sa mère, Corisande s'installe en Angleterre et est élevée dans la maison de l'amie de sa grand-mère, Georgiana Spencer, duchesse de Devonshire .

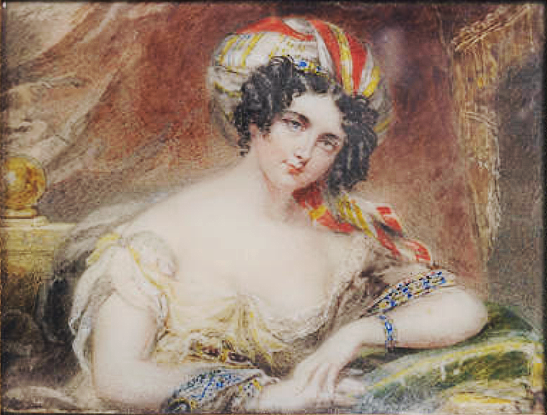
Portrait par John Linnell.

Le 28 juillet 1806, Corisande épouse à Devonshire House Charles Augustus Bennet, comte de Tankerville . Ils ont deux enfants : Lady Corisande Bennet (1807-1876), épouse de James Harris, comte de Malmesbury, et Charles Augustus Bennet (1810-1899), comte de Tankerville .
Corisande meurt à Londres le 23 janvier 1865 ,. Elle a survécu à son époux, mort le 25 juin 1859, à sa sœur, et à son frère cadet. Elle est enterrée au Trinity Centre, St Philip et St Jacob, Bristol.